# Frank Sinatra
Francis Albert Sinatra (Hoboken, Nova Jersey, 12 de desembre de 1915 - Los Angeles, Califòrnia, 14 de maig de 1998), Frank Sinatra, conegut com La veu, fou un cantant i actor estatunidenc. Al llarg de cinc dècades, va gravar no pas menys de 1300 cançons per a quatre companyies discogràfiques, i va guanyar l'Oscar al millor actor secundari per la seva actuació a D'aquí a l'eternitat.
És un dels autors més exitosos de la història. Va rebre la Medalla Presidencial de la Llibertat de mans del president Ronald Reagan, i es va endur onze premis Grammy, entre d'altres.

## Biografia
Considerat per molts com el millor cantant popular de la història, el seu repertori es basa en l'obra dels compositors més importants populars nord-americans (Cole Porter, Sammy Cahn…) i la seva categoria artística es fonamenta en unes considerables qualitats com a intèrpret que li permeten de transmetre les emocions i sentiments implícits en les lletres de les cançons. Tècnicament, es caracteritza per la seva precisió acurada en el fraseig i el seu domini del control de la respiració. El rang de la seva veu és pròxim al d'un baix-baríton.
A Sinatra se li reconeix, a més, l'haver estat el primer cantant que fa un ús conscient dels mitjans d'amplificació del so per tal de situar la seva veu no ja únicament per sobre de les orquestres (que eren qui dominaven la música popular nord-americana de principis del segle xx), sinó d'aproximar-la a la intimitat de l'orella de l'oient.
La popularitat extrema de Sinatra va ser pràcticament constant al llarg de tota la seva vida; no obstant això, van ser els anys quaranta i cinquanta els més reeixits, sent aquests últims en concret els considerats com els de major qualitat artística a causa de la seva producció discogràfica per a la companyia Capitol.
Com a actor, Sinatra va ser un artista purament intuïtiu, incapaç per la seva personalitat de sotmetre's als assaigs i repeticions habituals en un enregistrament, per la qual cosa les seves interpretacions solen ser molt intenses i irregulars. La importància en la seva vida del seu treball actoral va ser considerable, ja que va ser, precisament, a través del seu paper a D'aquí a l'eternitat (1953) com va aconseguir sortir d'un sot personal i artístic en el trànsit dels anys quaranta als cinquanta per a encumbrar-se definitivament al cim de la seva popularitat, guanyant per la seva interpretació l'Oscar al millor actor secundari.

## Vida pública
Sinatra es va casar el 1939 amb Nancy Barbato. Els continus viatges del cantant van possibilitar la seva infidelitat gairebé des del començament del matrimoni, tot i que van arribar a tenir tres fills (Nancy, Frank i Tina). De fet, Sinatra va intentar mantenir una imatge pública a través dels mitjans d'home familiar, però la situació es va fer tan insostenible per a ella que, el Sant Valentí del 1950, Nancy va anunciar la seva decisió de separar-se definitivament d'ell, en sortir a la llum la relació que mantenien el seu marit i Ava Gardner. L'anul·lació del matrimoni arribaria el 31 d'octubre del 1951, i poc després, Sinatra i Gardner es van casar. La seva lluna de mel la van fer a Cuba, allotjant-se a l'Hotel Nacional de l'Havana. Tot i aquesta ruptura i de les raons per a aquesta, al llarg dels anys ella mai va fer el més mínim retret públic a Sinatra; alhora, Sinatra no li va donar mai l'esquena a ella ni als seus fills.
La seva relació amb Ava Gardner va ser extraordinàriament problemàtica. Profundament enamorats l'un de l'altre, amb una càrrega eròtica molt palpable, el xoc de caràcters va destruir la relació. Sinatra va patir a les seves pròpies carns el mateix que havia patit la seva dona Nancy per les seves infidelitats. Ava Gardner no només era una actriu immensament popular, sinó que la seva bellesa i desig sexual eren molt coneguts. Gelosia, baralles violentes, borratxeres, intents de suïcidi per part de Sinatra i dos avortaments intencionats van ser alguns dels problemes que va enfrontar la parella. El 27 d'octubre del 1953 van decidir separar-se, cosa que va provocar un tercer intent de suïcidi de Sinatra, impedit per un amic del cantant. En divorciar-se de Gardner va trobar un gran suport en Marilyn Monroe, que també s'havia separat del seu marit Joe DiMaggio. Es van fer molt amics i fins i tot Monroe se'n va anar a casa de Sinatra a viure un temps, poc abans de la mort de l'actriu.
El magnetisme de Sinatra es va materialitzar públicament en la formació espontània d'un grup d'amics que Lauren Bacall va anomenar Rat Pack. Aquesta banda estava composta per multitud d'actors i actrius, com Jerry Lewis, Dean Martin, Sammy Davis Jr., Peter Lawford, Joey Bishop, Shirley MacLaine, David Niven, Don Rickles o Humphrey Bogart. Aquest últim diria: «Ens admiràvem mútuament i no necessitàvem res més». Eren famoses les festes i les orgies d'aquest grup, sempre acompanyades de molt alcohol, drogues i prostitutes. Frank era el pack master, per la qual cosa era admirat i respectat per la resta dels packers.
Es va casar per tercera vegada amb l'actriu Mia Farrow el 1966, però l'enllaç només duraria dos anys, així que es va casar una quarta i última vegada amb Barbara (exdona de Zeppo Marx) el 1976, amb qui seguia casat a la mort del cantant i actor.

## Obra destacada
- Strangers in the Night lletra de Charles Singleton i Eddie Snyder, música de Bert Kaempfert convertit en número ú per Frank Sinatra el 1966.

## Filmografia
A continuació es mostra una relació amb els films on apareix Sinatra.
Curtmetratges i migmetratges
En el seu propi paper:
- 1935: Major Bowes Amateur Theatre of the Air de John H. Auer
- 1943: Show Business at War - The March of Time Volume IX de Louis de Rochemont
- 1943: Upbeat in Music - The March of Time Volume X de Frank P. Donovan
- 1944: Road to Victory de LeRoy Prinz
- 1945: The All-Star Bond Rally de Michael Audley
- 1945: The House I Live In de Mervyn LeRoy
- 1945: MGM Christmas Trailer de Harry Loud
- 1947: Screen Snapshots Series 27, No. 3: Out of This World Series de Ralph Staub
- 1948: Lucky Strike Salesman's Movie 48-A
- 1952: Screen Snapshots: Hollywood Night Life de Ralph Staub
- 1956: Screen Snapshots: Playtime in Hollywood de Ralph Staub
- 1959: Invitation to Monte Carlo d'Euan Lloyd
- 1959: Premier Khrushchev in the USA
- 1962: Sinatra In Israel
- 1965: A Tribute to the Will Rogers Memorial Hospital
- 1967: Think Twentieth de Richard Fleischer
- 1993: In Person de Stephen Altobello

Llargmetratges i telefilms
- 1941: Las Vegas Nights de Ralph Murphy (com a cantant de l'orquestra de Tommy Dorsey)
- 1942: Ship Ahoy d'Edward Buzzell (com a cantant de l'orquestra de Tommy Dorsey)
- 1943: Reveille with Beverly de Charles Barton (en el seu propi paper)
- 1943: Higher and Higher de Tim Whelan
- 1944: Step Lively de Tim Whelan
- 1945: Lleveu àncores! (Anchors Aweigh) de George Sidney
- 1946: Till The Clouds Roll By de Richard Whorf
- 1947: It Happened in Brooklyn de Richard Whorf
- 1948: The Miracle of the Bells d'Irving Pichel
- 1948: The Kissing Bandit de László Benedek
- 1949: Take Me Out to the Ball Game de Busby Berkeley
- 1949: Un dia a Nova York (On the Town) de Stanley Donen
- 1949: Adam's Rib de George Cukor (cançó original només)
- 1951: Double Dynamite d'Irving Cummings
- 1952: Meet Danny Wilson de Joseph Pevney
- 1953: D'aquí a l'eternitat (From Here to Eternity) de Fred Zinnemann
- 1954: Suddenly de Lewis Allen
- 1954: Young at Heart de Gordon Douglas
- 1955: No seràs un estrany (Not as a Stranger) de Stanley Kramer
- 1955: Ells i elles (Guys and Dolls) de Joseph L. Mankiewicz
- 1955: The Tender Trap de Charles Walters
- 1955: L'home del braç d'or (The Man with the Golden Arm) d'Otto Preminger
- 1956: Carousel de Henry King (va registrar moltes cançons, rodar moltes escenes, va abandonar el film rellançat per Gordon MacRae)
- 1956: Meet Me in Las Vegas de Roy Rowland
- 1956: Alta societat (High Society), de Charles Walters
- 1956: Johnny Concho de Don McGuire
- 1956: La volta al món en vuitanta dies (Around the World in Eighty Days) de Michael Anderson (cameo)
- 1957: Orgull i passió (The Pride and the Passion) de Stanley Kramer
- 1957: The Joker Is Wild de Charles Vidor
- 1957: Pal Joey de George Sidney
- 1958: Kings Go Forth de Delmer Daves
- 1958: Com un torrent (Some Came Running) de Vincente Minnelli
- 1959: Milionari d'il·lusions (A Hole in the Head) de Frank Capra
- 1959: Quan bull la sang (Never So Fe) de John Sturges
- 1960: Can-Can de Walter Lang
- 1960: La quadrilla dels onze (Ocean's 11) de Lewis Milestone
- 1960: Pepe de George Sidney: (Cameo)
- 1961: The Devil at Four O'Clock de Mervyn LeRoy
- 1962: Sergeants 3 de John Sturges
- 1962: The Road to Hong Kong de Norman Panama
- 1962: Tempesta sobre Washington (Advise and Consent) d'Otto Preminger
- 1962: El missatger de la por (The Manchurian Candidate) de John Frankenheimer
- 1963: The List of Adrian Messenger de John Huston
- 1963: Come Blow Your Horn de Bud Yorkin
- 1963: Quatre tipus de Texas (4 for Texas) de Robert Aldrich
- 1964: Robin and the 7 Hoods de Gordon Douglas (també productor)
- 1964: Paris - When It Sizzles de Richard Quine
- 1965: None But The Brave de Frank Sinatra (també productor)
- 1965: Von Ryan's Express de Mark Robson
- 1965: Marriage on the Rocks de Jack Donohue
- 1966: The Oscar de Russell Rouse (en el seu propi paper)
- 1966: L'ombra d'un gegant (Cast a Giant Shadow) de Melville Shavelson
- 1966: Assault on a Queen de Jack Donohue
- 1967: El solitari (The Naked Runner) de Sidney J. Furie
- 1967: Tony Rome de Gordon Douglas
- 1968: The Detective de Gordon Douglas
- 1968: La dona de ciment (Lady in Cement) de Gordon Douglas
- 1970: Dirty Dingus Magee de Burt Kennedy
- 1974: Això és l'espectacle (That's Entertainment!) de Jack Haley Jr (documental)
- 1974: René Simard au Japon de Laurent Larouche (documental)
- 1976: That's entertainement Part II de Gene Kelly (documental)
- 1977: Contract on Cherry Street de William A. Graham (telefilm)
- 1980: El primer pecat mortal (The First Deadly Sin) de Brian G. Hutton
- 1984: Els bojos del Cannonball 2 (Cannonball Run II) de Hal Needham
- 1987: Magnum, P.I. d'Alan J. Levi (sèrie de TV - temporada 7 - episodi 18: Laura'"
- 1987: Magnum, P.I. d'Alan J. Levi (sèrie de TV - temporada 7 - episodi 19: Laura'm
- 1990: Listen Up: The Lives of Quincy Jones d'Ellen Weissbrod (documental)
- 1993: Le Grand Détournement de Michel Hazanavicius i Dominique Mézerette
- 1994: Young at Heart d'Allan Arkush (aparició en el seu propi paper- telefilm produït per Tina Sinatra)

## Guardons

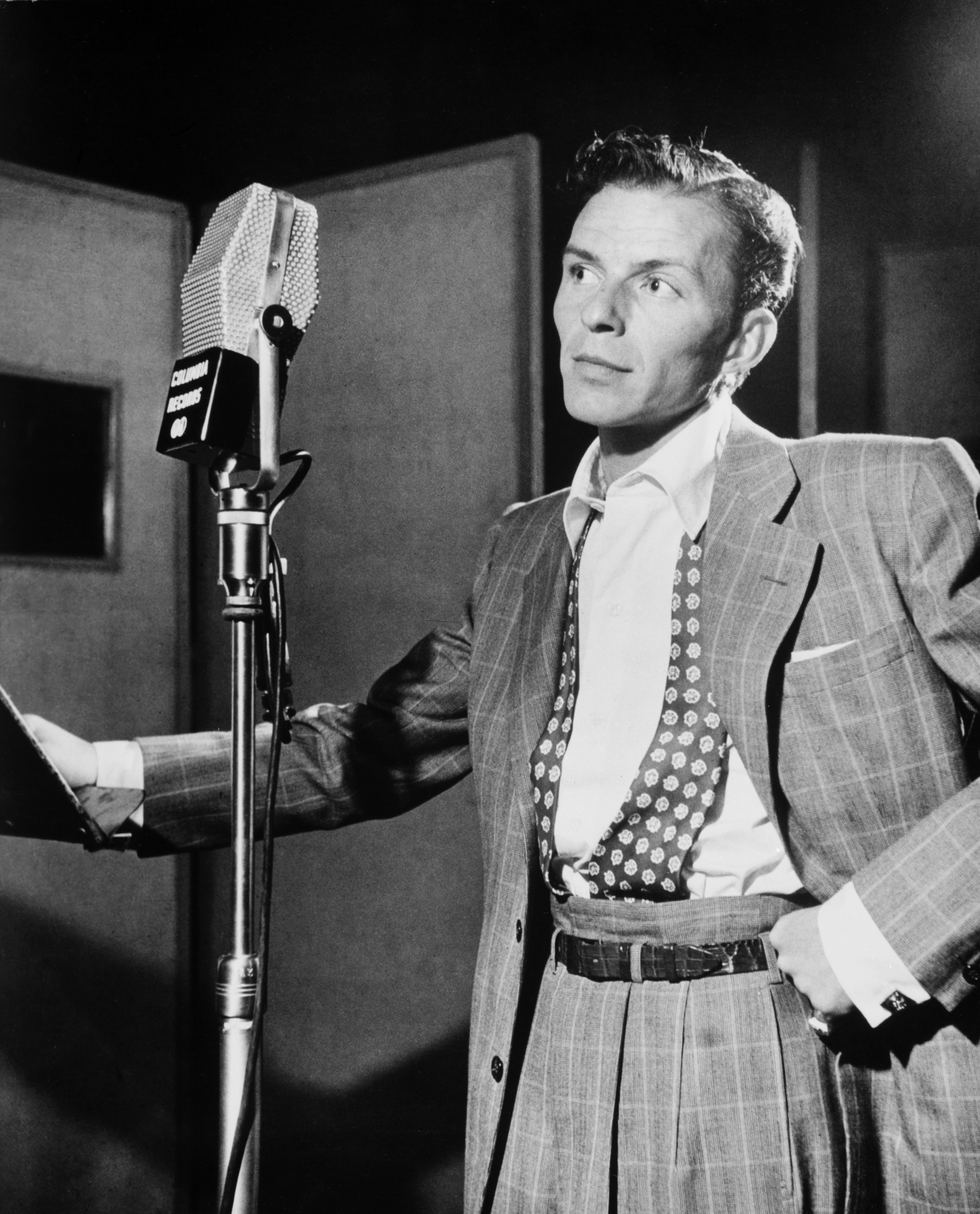
Frank Sinatra (1947)

### Premis
- 1946: Oscar d'honor
- 1954: Oscar al millor actor secundari per D'aquí a l'eternitat
- 1958: Globus d'Or al millor actor secundari per D'aquí a l'eternitat
- 1958: Globus d'Or al millor actor musical o còmic per Pal Joey
- 1960: Grammy a l'àlbum de l'any
- 1966: Grammy a l'àlbum de l'any
- 1967: Grammy a l'àlbum de l'any
- 1971: Premi Humanitari Jean Hersholt
- 1971: Premi Cecil B. DeMille

### Nominacions
- 1956: Oscar al millor actor per L'home del braç d'or
- 1956: Primetime Emmy Awards al millor cantant masculí
- 1956: BAFTA al millor actor estranger per No seràs un estrany
- 1957: BAFTA al millor actor estranger per L'home del braç d'or
- 1959: Grammy a l'àlbum de l'any
- 1961: Grammy a l'àlbum de l'any
- 1964: Globus d'Or al millor actor musical o còmic per Come Blow Your Horn
- 1968: Grammy a l'àlbum de l'any
- 1969: Primetime Emmy Awards al millor programa de varietats o musical per Francis Albert Sinatra Does His Thing
- 1970: Primetime Emmy Awards al millor programa de varietats o musical per Frank Sinatra: Sinatra
- 1974: Primetime Emmy Awards al millor programa de varietats còmic o especial musical per Magnavox Presents Frank Sinatra
- 1981: Grammy a l'àlbum de l'any
- 1987: Grammy al millor videoclip de llarg format per Frank Sinatra: Portrait of an Album

### Honors
- Medalla Presidencial de la Llibertat